# کورمش
کورمش (به مجاری:  Kevermes) یک منطقهٔ مسکونی در مجارستان است که در ناحیه مزوکواچ‌هازا واقع شده‌است. کورمش ۴۳٫۳۶ کیلومتر مربع مساحت و ۲٬۰۴۹ نفر جمعیت دارد.